# Montaigut-sur-Save
Montaigut-sur-Save is een gemeente in het Franse departement Haute-Garonne (regio Occitanie). De plaats maakt deel uit van het arrondissement Toulouse. Montaigut-sur-Save telde op 1 januari 2022 1.946 inwoners.

## Geografie
De oppervlakte van Montaigut-sur-Save bedroeg op 1 januari 2022 12,65 vierkante kilometer; de bevolkingsdichtheid was toen 153,8 inwoners per km².

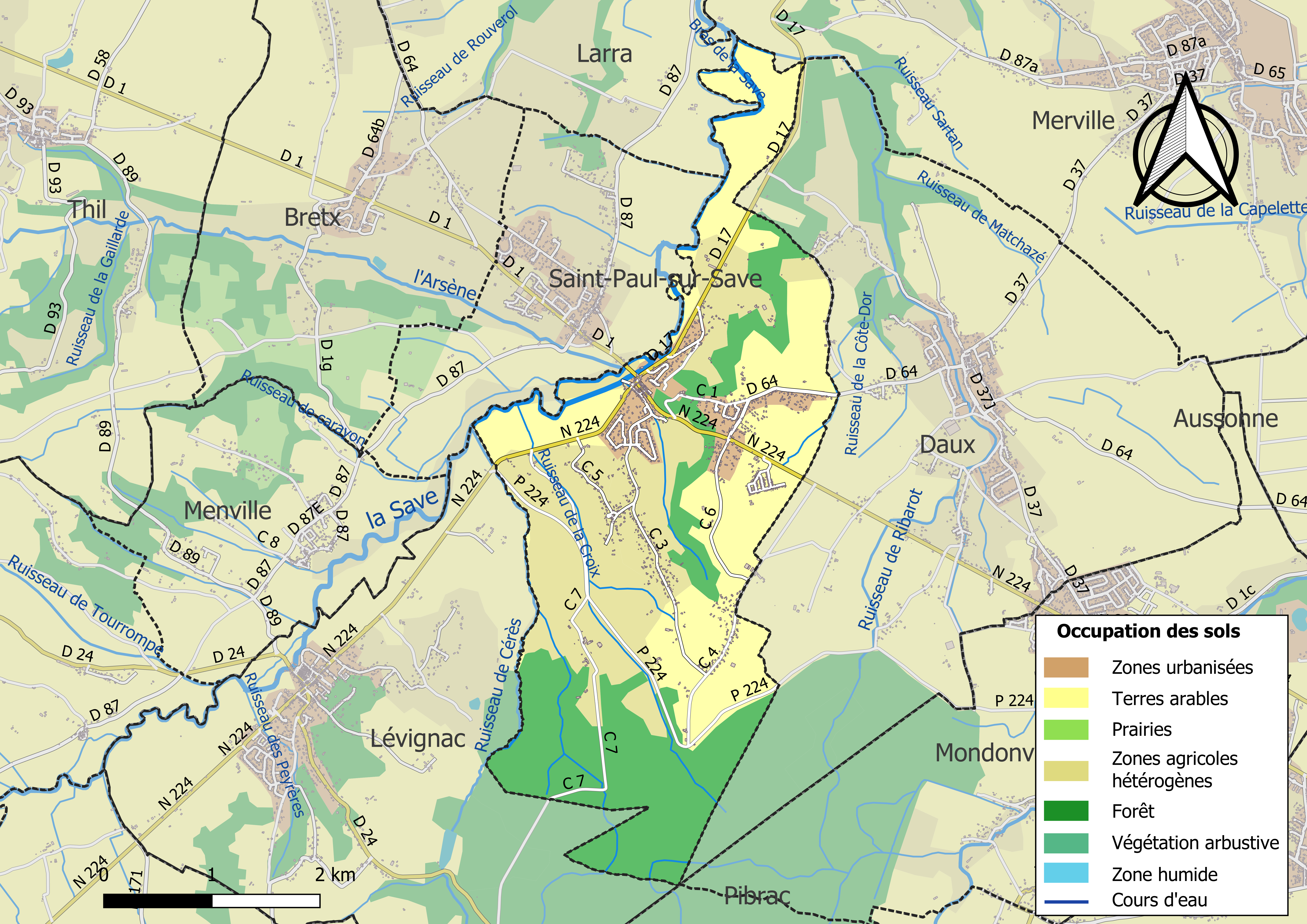
Kaart van de gemeente met belangrijkste infrastructuur, bodemgebruik en omliggende gemeenten

## Demografie
De figuur toont het verloop van het inwonertal (bron: INSEE-tellingen).